# Универсальная история

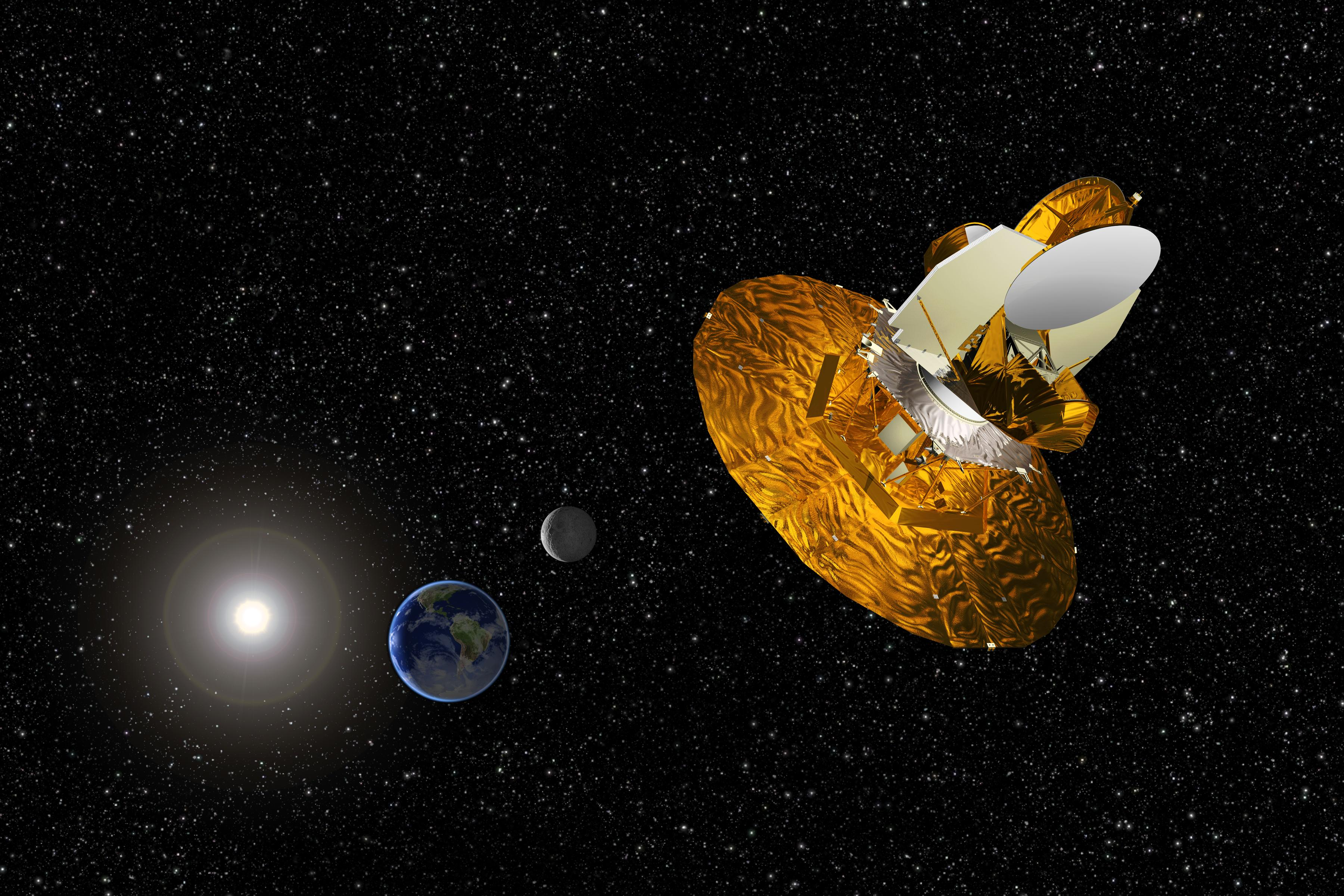

Универсальная история (Большая История) — интегральная модель развития Вселенной от Большого Взрыва до современности как единого преемственного процесса. В самой общей периодизации включает следующие стадии:
- Астрономическую (изучает историю Вселенной с момента Большого Взрыва, вплоть до сегодняшнего дня, а также историю нашей галактики Млечного Пути);
- Геологическую (изучает историю планет и, прежде всего, историю Земли за все 4,6 млрд лет, включая возможные варианты будущего развития Земли), см. геохронологическая шкала времени;
- Биологическую (изучает биологическую историю с момента Кембрийского Взрыва около 550 млн лет назад);
- Социальную (изучает последовательное изменение дочеловеческих (см. Гоминиды) и человеческих сообществ от нижнего палеолита до постиндустриальной цивилизации);
- Микроисторическую (история циклов и жизни в микромире, то есть образование и распад микрочастиц. Является дискуссионной).

Универсальная история сложилась как цельное направление к началу 1990-х годов, когда концепции эволюционной космологии получили широкое признание, и была замечена отчетливая преемственность в развитии космоса, Земли, жизни и общества, косвенно отраженная в Антропном принципе. По мнению универсальных эволюционистов, на всей дистанции доступного нам ретроспективного обзора мир становился все более «странным» (см. «странный аттрактор»), а наше собственное существование и состояние, которое переживает теперь планетарная цивилизация, — суть проявления этого «страннеющего» мира.
Различая понятия «эволюция» как появление принципиально новых, уникальных определений (параметров, категорий, систем и т. д.), не имеющихся ранее, от «развитие», как возникновение новых, ранее не присущих некой системе признаков, но не являющихся уникальными для Мира в целом, последователи Большой Истории (= мегаистории) полагают, что эволюция Вселенной разворачивалась поэтапно, при этом имеется различие между двумя мега-фазами («рукавами») эволюции Вселенной. В первой фазе, продолжавшейся от Большого Взрыва и начального распада кварк-глюонной плазмы до образования звезд и синтеза в их недрах тяжёлых элементов, процессы самоорганизации не требовали внешнего источника энергии. Эволюция при этом происходила с замедлением: временные интервалы между появлением качественно новых структур последовательно увеличивались.
Возникновение тяжёлых элементов изменило механизм самоорганизации: для их соединения, в отличие от соединения лёгких элементов, требуется энергия извне. Это ознаменовало переход ко второй мега-фазе универсальной эволюции, которая включает предбиологические химические процессы, возникновение жизни и общества. Началась активная конкуренция за источники свободной энергии, взаимодействие между сложными образованиями приобрело новые измерения, и замедление исторического времени сменилось неуклонным ускорением.

## История возникновения
Концепция Мегаистории сформировалась к 1990-м гг. Но основу заложили, надо полагать, работы по русскому космизму таких ученых как Фёдоров, Циолковский, Чижевский, Вернадский. Они рассматривали человека и человеческую цивилизацию в единой картине Большого Космоса и верили в способность человека создать высокоразвитую цивилизацию, начать покорение космоса. Важнейший вывод космизма таков, что Человек становится важнейшей геологической силой и должен взять всю ответственность за происходящее на Земле: Человек Создатель, Человек Созидатель.
Исследования в области Большой Истории в настоящее время координируются глобально Международной ассоциацией Большой Истории, а в России — Евроазитским центром Мегаистории и системного прогнозирования.
Заметный вклад в развитие исследований в области Большой Истории был внесён российскими учёными (и, прежде всего, А. П. Назаретяном, А. Д. Пановым, Л. Е. Грининым и Э. С. Кульпиным).

## Проблема сингулярности или Большой Переход
Ученые-исследователи в области Большой или Универсальной истории исходят из того, что в середине XXI века планетарная цивилизация пройдет через так называемую сингулярность. Сама её природа, а также последствия перехода через феномен сингулярности являются малопонятными и пока могут прогнозироваться лишь очень приблизительно.
Австралийский ученый Снукс и российский Панов независимо друг от друга провели расчёты т. н. Вертикали Снукса — Панова, где показали, что историческое время сжимается с самого начала образования Земли. При этом так называемые фазовые переходы становятся все менее длительными. По этой модели, точка Сингулярности истории наступит в середине XXI века.
Российский основоположник Универсальной истории Акоп Назаретян в монографии «Нелинейное будущее» видит середину XXI столетия как полифуркационную фазу, после которой возможны три сценария: обвал земной цивилизации (простой аттрактор), её консервация/зависание (горизонтальный странный аттрактор) и, наконец, прорыв в новые миры и возможности (вертикальный странный аттрактор). Последний сценарий наименее вероятный и наиболее желаемый.

### На русском
- Эрих Янч. Самоорганизующаяся Вселенная (недоступная ссылка) — М.: Общественные науки и современность, 1999, № 1
- Глобальный эволюционизм (философский анализ). Под ред. Л. В. Фесенкова — М.: ИФ РАН, 1994
- Универсальная история. Введение в рубрику. Big (Universal) History Paradigm: versions and approaches // Философские науки — М.: Министерство образования и науки России, 2005, № 1.
- Универсальная история и синдром предкризисного человека // История и синергетика: Методология исследования — М.: КомКнига, 2005. — С. 139—163.
- Назаретян А. П. Цивилизационные кризисы в контексте универсальной истории
- Болдачев А. Новации. Суждения в русле эволюционной парадигмы
- Захаров А. Н. Универсальная схема эволюции
- Поночевный М.А. Универсальная история и концептуальные модели государственного устройства // Власть. 2011. № 5.

### На английском
- Teaching & Researching Big History: Exploring a New Scholarly Field, International Big History Association, 2014.
- Leonid E. Grinin, Andrey V. Korotayev, and Barry H. Rodrigue. (2011). (Eds.). Evolution: A Big History Perspective. Volgograd: ‘Uchitel’ Publishing House. ISBN 978-5-7057-2905-0.
- David Christian (2004). Maps of Time: An Introduction to Big History. ISBN 0-520-23500-2
- Graeme Donald Snooks (Ed.) (2005), Exploring the Horizons of Big History. Special issue, SE&H.
- Акоп Назаретян «Нелинейное будущее» 1 издание 2013 год, издание 2 (дополненное) 2014 год
- Yuval Noah Harari «Eine kurze Geschichte der Menschheit» (на немецком языке (краткая история человечества)) Deutsche Verlags-Anstalt 2013 год, ISBN 978-3421045959
- David Christian (2004). Maps of Time: An Introduction to Big History. ISBN 0-520-23500-2
- Fred Spier (1996). The Structure of Big History: From the Big Bang until Today. ISBN 90-5356-220-6
- Fred Spier, How Big History Works. Social Evolution & History. Vol. 4 (2005). #1. P.87-135.
- Amnon H. Eden, James H Moor, Johnny H Soraker. Singularity Hypotheses: A Scientific and Philosophical Assessment (The Frontiers Collection). — 2013.
- Универсальная история. Введение в рубрику. Журнал «Философские науки», 2005
- К парадигме глобального эволюционизма — Александр Болдачев, 22 Декабрь 2006
- Стэнфордская философская энциклопедия: переводы избранных статей